# Brian Lemon
Brian Lemon (* 11. Februar 1937 in Nottingham; † 11. Oktober 2014 in Bexhill) war ein britischer Jazzpianist und Arrangeur.

## Leben und Wirken
Brian Lemon zog Mitte der 1950er Jahre nach London und wurde Mitglied von Freddy Randalls Band. Danach arbeitete er bei verschiedenen Bands in der Bandbreite vom Traditional Jazz bis zum Post Bop, wie den Bands von Betty Smith, Sandy Brown/Al Fairweather, Danny Moss, Dave Shepherd, George Chisholm und Terri Quaye. Er leitete auch ein eigenes Oktett, das Songs von  Billy Strayhorn spielte. Außerdem begleitete er in England gastierende Musiker wie Charlie Shavers, Ben Webster, Buddy Tate, Milt Jackson und spielte mit George Chisholm und Kenny Baker. 
In den 1970er und 1980er Jahren arbeitete er mit Benny Goodman zusammen und trat in Fernseh-Programmen mit Ray Brown auf. Daneben wirkte er bei zahlreichen Plattensessions mit, wie bei Tony Coe (Some Other Autumn, 1971), Barney Kessel 1973, Bud Freeman 1980 (The Dolphin Has a Message).
Ab den 1990er Jahren nahm er regelmäßig Alben unter eigenem Namen für das Plattenlabel Zephyr auf und diente dem Label als Hauspianist bei zahlreichen Sessions, wie für Warren Vaché und Tony Coe (Days of Wine and Roses, 1997). 1995 entstand ein Duo-Album mit Warren Vaché (An Affair to Remember).  In dieser Zeit arbeitete er außerdem mit Kenny Baker, Alan Barnes, Digby Fairweather, Scott Hamilton, George Masso, Danny Moss, Spike Robinson, Joe Temperley, hatte Auftritte als Solist und spielte in der Big Band von Charlie Watts.

## Diskographische Hinweise
- Our Kind of Music (Hep, 1970)
- Tony Coe with the Brian Lemon Quartet (1971)
- Charly Antolini/Dick Morrissey Cookin (1989)
- The Great British Jazz Band (Candid, 1993)
- But Beautiful (Zephyr, 1995)
- How Long Has This Been Going On? (Zephyr, 1996) mit Scott Hamilton
- Old Hands – Young Minds (Zephyr, 1996) mit Alec Dankworth
- Lemon Looks Back – Just for Fun (Zephyr, 1997)
- Brian Lemon and David Newton (Zephyr, 1998)
- My Shing Hour (Zephyr, 2001)